# Cicle de Cori
El cicle de Cori és el conjunt d'interrelacions entre el metabolisme dels hidrats de carboni en el múscul i en el fetge: el treball muscular degrada la glucosa a àcid làctic i pirúvic; transportat per la sang, l'àcid làctic arriba al fetge, que el converteix en glucosa, la qual és transportada un altre cop als músculs. Va ser anomenat en honor dels seus descobridors, Carl i Gerty Cori, el 1927.
La importància del cicle es basa en la prevenció de l'acidosi làctica en el múscul en condicions anaeròbiques. Normalment, abans que això esdevingui, el lactat es trasllada dels músculs cap al fetge. El cicle de Cori també és important durant l'activitat muscular intensa, en la producció de trifosfat d'adenosina (ATP) com a font d'energia. Les funcions del cicle són més eficients quan l'activitat muscular s'ha aturat, de manera que es recuperen els nivells d'oxigen normals i la cadena respiratòria juntament amb el cicle de l'àcid cítric tornen a ser funcionals.

## Cicle de Cori

Cicle dels Cori

L'activitat muscular necessita energia que prové de la degradació del glicogen als músculs. La degradació de glicogen genera ATP, el qual és utilitzat pels músculs com a font d'energia. Durant l'activitat muscular l'ATP proporciona energia i aquesta necessita ser reemplaçada. Sempre que l'entrega d'oxigen sigui suficient, la glucosa-6-fostat (G-6-P) produïda per la degradació del glicogen pot ser aeròbiament oxidada, proporcionant piruvat al cicle de Krebs. Tot i això, quan hi ha una manca d'oxigen, és a dir, durant l'activitat muscular intensa, l'energia ha de ser alliberada a partir de (G-6-P) a través de la respiració anaeròbica, com a conseqüència apareix una acumulació de piruvat. El piruvat és reduït a lactat mitjançant la lactat deshidrogenasa, que oxida el NADH i crea nicotinamida adenina dinucleòtid (NAD+) durant la glicòlisi, en transferir dos electrons del NADH al piruvat, crea lactat. La finalitat d'aquest procés és mantenir una concentració de NAD+ estable, que pot reduir-se durant la glucòlisi perquè pugui continuar. El lactat és recollit pel fetge en la següent part del cicle. El fetge transforma lactat en piruvat i després a glucosa mitjançant la gluconeogènesi. La glucosa penetra en la sang i la retorna als músculs que la utilitzaran per obtenir energia si l'activitat muscular es manté, en canvi, si l'activitat muscular s'ha aturat, la glucosa es fa servir per reomplir les reserves de glucogen a través de la gluconeogènesi. En el cicle de Cori l'etapa gluconeogènica consumeix molta energia. Si bé hi ha un guany de 2 ATP a la glucòlisi anaeròbica de la glucosa, hi ha un cost de 6 d'ATP a la part gluconeogènica del cicle. El cost dels 4 ATP significa que el cicle no es pot mantenir de forma continuada, això no obstant, fa recaure la càrrega metabòlica dels músculs al fetge.

## Síntesi de glicogen
Totes les cèl·lules són capaces de fabricar glucosa. La via de formació de glucosa s'anomena gluconeogènesi i el producte que s'obté d'aquesta via és la glucosa-6-fosfat que té múltiples aplicacions, per exemple: la síntesi de ribosa per formar els nucleòtids. L'excés de glucosa que no és utilitzat és transformat a glucogen. Quan es torna a requerir glucosa aquesta s'obté de la degradació de glucogen.
La transformació de glucosa a glucogen permet a la cèl·lula acumular glucosa sense que aquesta ocasioni un augment de la pressió osmòtica, ja que el glucogen s'acumula en forma de grànuls insolubles. L'enzim encarregat de la síntesi de glicogen és l'anomenat Glicogen sintetasa. Aquest està per defecte activat, però quan es fosforila s'inactiva.

## Degradació i utilització de glicogen
A les cèl·lules animals el glucogen s'acumula al fetge i als músculs, en canvi, a les plantes el glicogen s'acumula en forma de midó. Els enzims per la síntesi del glucogen es troben únicament al fetge i als músculs. Els enzims midó fosforilasa (en plantes) i la glicogen fosforilasa (en molts altres organismes) catalitzen l'eliminació dels residus de glucosa dels extrems de midó o glicogen per tal que la glucosa pugui ser utilitzada. Hi ha d'haver un equilibri entre la síntesi i degradació del glicogen i aquest equilibri es manté mitjançant el control de les activitats dels enzims de la biosíntesi i degradació. Aquesta regulació es produeix a molts nivells. En el cas dels mamífers la regulació mitjançant hormones.

## Regulació de glicogen
El glicogen dins l'organisme s'organitza d'una manera dinàmica. Quan tenim glucosa en abundància, se sintetitza glicogen, en canvi, en situacions de gast energètic elevat, transformem aquest glicogen en glucosa. El glicogen del fetge, mentre es catalitza, va segregant glucosa. Aquesta, a través del torrent sanguini arribarà als teixits que la necessitin, com hematies, teixit muscular, etc.
Tant la mobilització com la síntesi de glicogen estan regulats per la insulina, el glucagó i l'adrenalina, que són les principals hormones del metabolisme regulador. A més de bloquejar la síntesi de glicogen, aquestes hormones estimulen la degradació d'aquest. Cal remarcar que l'adrenalina provoca una resposta a un requeriment d'energia sobtada, el glucagó i la insulina actuen durant períodes més llargs per mantenir una concentració relativament constant de glucosa a la sang.
En resum, segons el nivell de glucèmia, unes hormones o unes altres s'activaran, per inhibir o activar els enzims reguladors de la síntesi i la degradació del glicogen a través de fosforilacions i desfosforilacions.